# Universidad Simón Bolívar

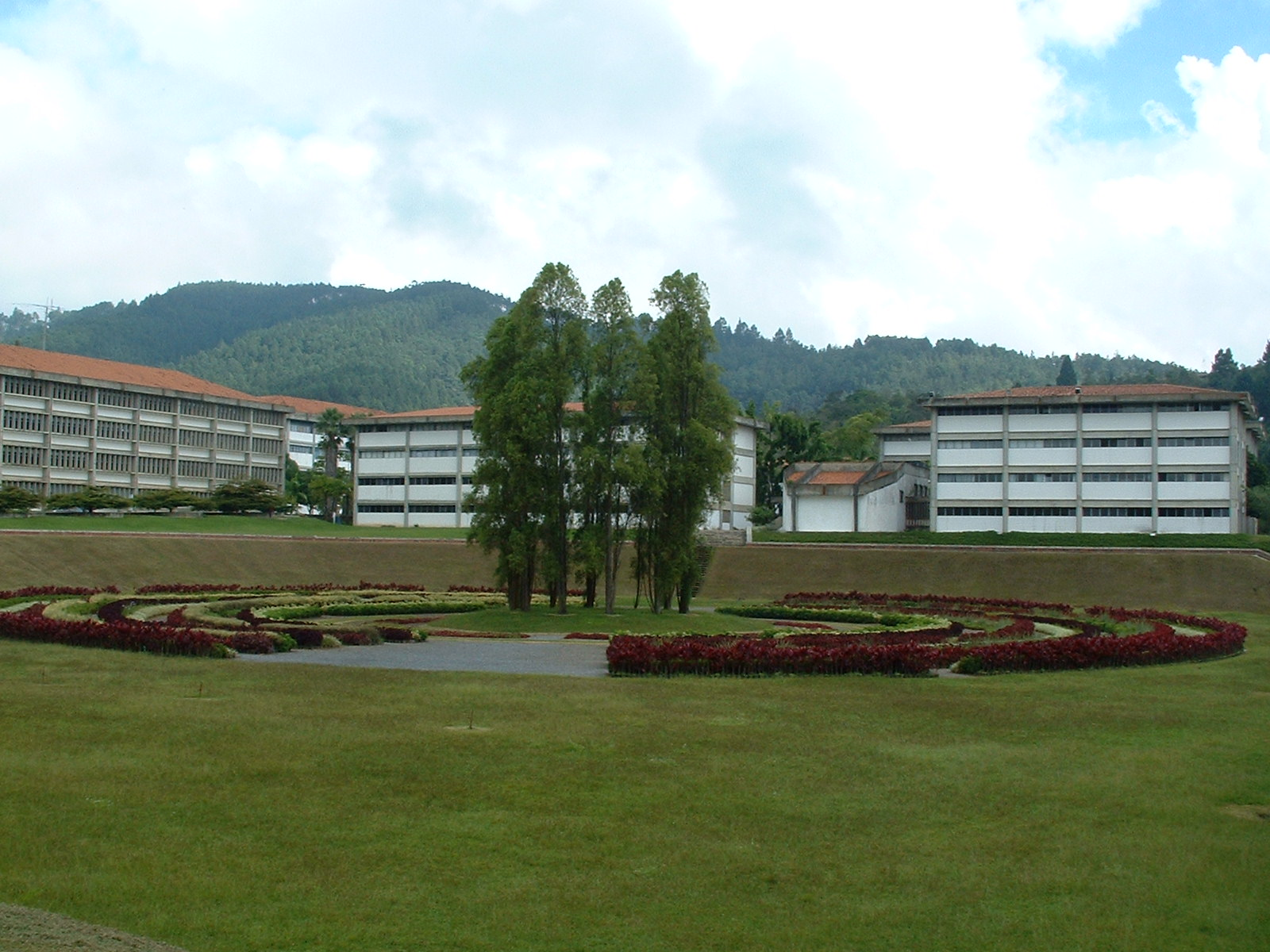

Die Universidad Simón Bolívar ist eine Universität in Caracas. 
Die Universität wurde am 18. Juli 1967 gegründet. Sie hat zurzeit über 13.000 Studenten. Der Campus hat eine Größe von 3.489.000 m². 